# Europa (Mond)
Europa (auch Jupiter II) ist der zweitinnerste und mit einem Durchmesser von 3121 km der kleinste der vier großen Monde des Riesenplaneten Jupiter und der sechstgrößte Mond im Sonnensystem.
Europa ist ein Eismond. Obwohl die Temperatur auf der Oberfläche von Europa maximal −130 °C erreicht, lassen Messungen des äußeren Gravitationsfeldes und der Nachweis eines induzierten Magnetfeldes in der Umgebung Europas mit Hilfe der Galileo-Sonde darauf schließen, dass sich unter der mehrere Kilometer mächtigen Wassereishülle ein etwa 100 km tiefer Ozean aus flüssigem Wasser befindet.

## Entdeckung und Benennung
Europa wurde im Jahre 1610 vom italienischen Gelehrten Galileo Galilei mit Hilfe eines relativ einfachen Fernrohrs entdeckt. Weil er alle vier großen Monde (Io, Europa, Ganymed und Kallisto) entdeckt hat, werden diese daher auch als die Galileischen Monde bezeichnet.
Benannt wurde der Mond nach Europa, einer Geliebten des Zeus aus der griechischen Mythologie. Der Name ist daher ebenfalls – wie bei der Venus – weiblich. Obwohl der Name Europa bereits kurz nach seiner Entdeckung von Simon Marius vorgeschlagen wurde, konnte er sich über lange Zeit nicht durchsetzen. Erst in der Mitte des 20. Jahrhunderts kam er wieder in Gebrauch. Vorher wurden die Galileischen Monde üblicherweise mit römischen Ziffern bezeichnet und Europa war Jupiter II.

## Umlaufbahn und Rotation

Resonanzverhältnisse mit Angaben in Bezug auf Io

Europa umkreist Jupiter rechtläufig in einem mittleren Abstand von 671.100 Kilometern in 3 Tagen, 13 Stunden und 14 Minuten. Ihre Umlaufbahn ist mit einer numerischen Exzentrizität von 0,009 fast kreisförmig. Ihr jupiternächster und -fernster Bahnpunkt – Perijovum und Apojovum – weichen jeweils nur um 0,9 % von der großen Halbachse ab. Die Bahnebene ist nur 0,470° gegenüber Jupiters Äquatorebene geneigt.
Die Umlaufzeit von Europa steht zu ihrem inneren und äußeren Nachbarmond in einer Bahnresonanz von 2:1 bzw. 1:2; das heißt, während zwei Umläufen von Europa läuft Io genau viermal und Ganymed genau einmal um Jupiter.
Europa weist, wie die übrigen inneren Jupitermonde, eine gebundene Rotation auf, d. h. sie wendet dem Planeten stets dieselbe Seite zu.

## Aufbau und physikalische Daten
Europa besitzt einen mittleren Durchmesser von 3121,6 Kilometern (etwas kleiner als der Erdmond) und eine mittlere Dichte von 3,01 g/cm³. Obwohl sie deutlich der kleinste der vier Galileischen Monde ist, ist ihre Masse größer als die aller kleineren Monde des Sonnensystems zusammengenommen. Auch im Jupitersystem machen alle restlichen 93 Monde nur 0,003 % der Gesamtmasse aus. Somit gehört sie zu den sieben Monden, die größer als die größten Zwergplaneten, Pluto und Eris, sind. Als sechstgrößter Mond in dieser Reihe sind sie und Neptuns Mond Triton außerdem die ersten Monde die kleiner als unser eigener Mond sind.
Die Temperatur auf Europas Oberfläche beträgt maximal 140 K (etwa −130 °C) am Äquator und 50 K (etwa −220 °C) an den Polen.

### Oberfläche

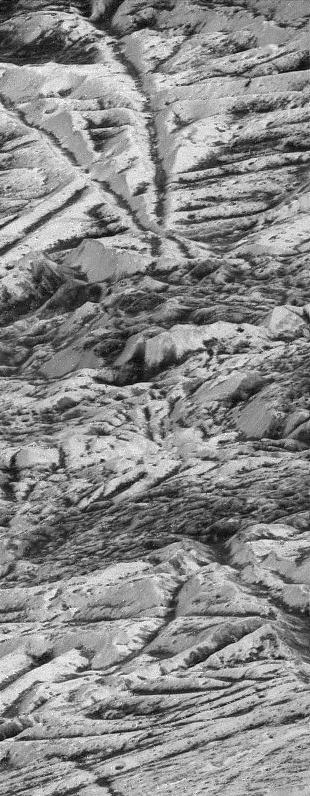
Die zurzeit höchstaufgelöste Aufnahme der Europa-Oberfläche. Der Ausschnitt zeigt ein Gebiet von 1,8 km × 4,8 km. Norden ist rechts.

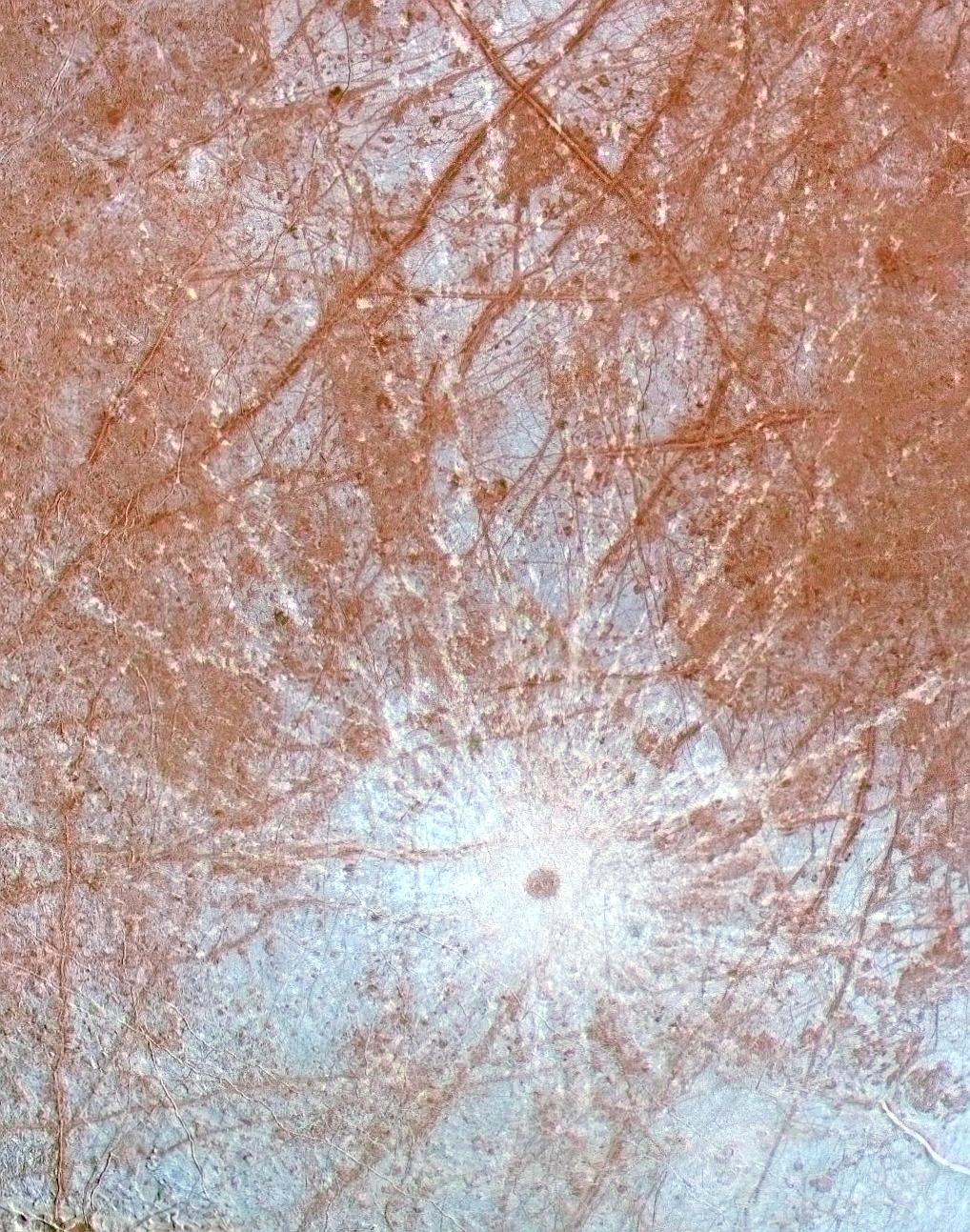
Der 26 km große Einschlagskrater Pwyll

Die Oberfläche von Europa umfasst 30,6 Millionen Quadratkilometer, was ungefähr der Größe von Afrika entspricht. Mit einer Albedo von 0,68 ist sie eine der hellsten Oberflächen aller bekannten Monde im Sonnensystem: 68 % des eingestrahlten Sonnenlichts werden reflektiert. Die Oberfläche setzt sich aus Eis zusammen. Die rötlichen Färbungen sind Folge von abgelagerten Mineralien. Die Oberfläche ist außergewöhnlich eben. Sie ist von Furchen überzogen, die allerdings eine geringe Tiefe aufweisen. Nur wenige Strukturen, die sich mehr als einige hundert Meter über die Umgebung erheben, wurden festgestellt.

#### Krater
Europas Oberfläche weist nur sehr wenige Einschlagkrater auf, die zudem nur von geringerer Größe sind. Von den 41 benannten Kratern ist Taliesin mit einem Durchmesser von 50 Kilometern der größte. Der zweitgrößte Krater, Pwyll, hat einen Durchmesser von 45 Kilometern. Pwyll ist eine der geologisch jüngsten Strukturen auf Europa. Bei dem Einschlag wurde helles Material aus dem Untergrund über hunderte von Kilometern hinweg ausgeworfen.
Die geringe Kraterdichte ist ein Hinweis darauf, dass Europas Oberfläche geologisch sehr jung ist bzw. sich regelmäßig erneuert, sodass nur Einschläge von Kometen und Asteroiden der jüngeren geologischen Vergangenheit darauf dokumentiert sind. Berechnungen des Oberflächenalters anhand der Kraterdichte ergaben ein Höchstalter von ca. 90 Millionen Jahren. Damit besitzt Europa mit die jüngste Oberfläche unter den soliden Himmelskörpern im Sonnensystem.
Ferner konnten anhand von Nahinfrarotaufnahmen der Galileo-Sonde Schichtsilikate auf Europa nachgewiesen werden. Es wird vermutet, dass sie von einem Objekt stammen, das in einem flachen Winkel eingeschlagen ist, wodurch die Einschlagsenergie des Impaktors relativ gering war, sodass dieser weder vollständig verdampfen noch sich tief in die Kruste bohren konnte. Von besonderer Bedeutung ist diese Entdeckung deshalb, weil solche Objekte oft auch organische Verbindungen, sogenannte Bausteine des Lebens, mit sich führen.

#### Furchen und Gräben
Europas auffälligstes Merkmal ist ein Netz von kreuz und quer verlaufenden Gräben und Furchen, Lineae genannt (Einzahl: Linea), die die gesamte Oberfläche überziehen. Die Lineae haben eine starke Ähnlichkeit mit Rissen und Verwerfungen auf irdischen Eisfeldern. Die größeren sind etwa 20 Kilometer breit und besitzen undeutliche äußere Ränder sowie einen inneren Bereich aus hellem Material. Die Lineae könnten durch Kryovulkanismus (Eisvulkanismus) oder den Ausbruch von Geysiren aus warmem Wasser entstanden sein, wodurch die Eiskruste auseinander gedrückt wurde.
Wenn Europa auf ihrer Umlaufbahn die größte Jupiterentfernung durchlief, konnten wiederholt Wasserstoff- und Sauerstoffatome über dem Südpol nachgewiesen werden. Es wird vermutet, dass sie aus der Spaltung von Wassermolekülen stammten, die freigesetzt werden, wenn sich Spalten öffnen und Wasser in den Weltraum schießt, das nach dem Aufstieg bis in eine Höhe von 200 Kilometern auf die Oberfläche zurückfällt.

#### Weitere Strukturen

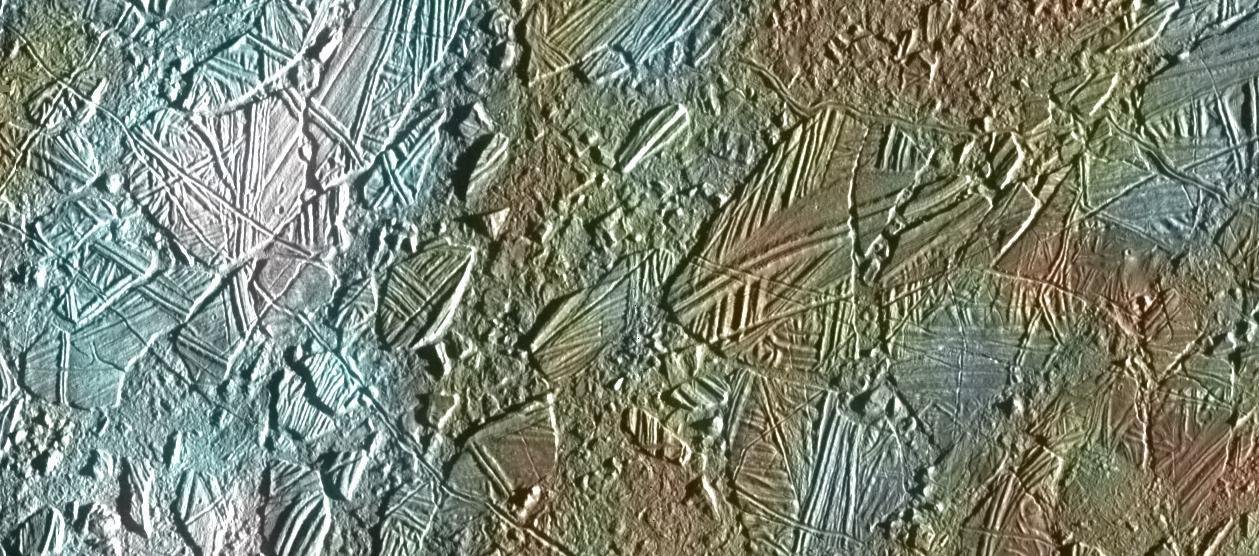
Das Terrain Conamara Chaos

Ein weiterer Typ von Oberflächenstrukturen sind kreis- und ellipsenförmige Gebilde, Lenticulae (lateinisch für „Linsen“) genannt. Viele sind Erhebungen (engl. Domes), andere Vertiefungen oder ebene dunkle Flecken. Die Lenticulae entstanden offensichtlich durch aufsteigendes wärmeres Eis, vergleichbar mit Magmakammern in der Erdkruste. Die Domes wurden dabei empor gedrückt, die ebenen dunklen Flecken könnten gefrorenes Schmelzwasser sein. Chaotische Zonen, wie Conamara Chaos, sind wie ein Puzzle aus Bruchstücken geformt, die von glattem Eis umgeben sind. Sie haben das Aussehen von Eisbergen in einem gefrorenen See.

### Innerer Aufbau

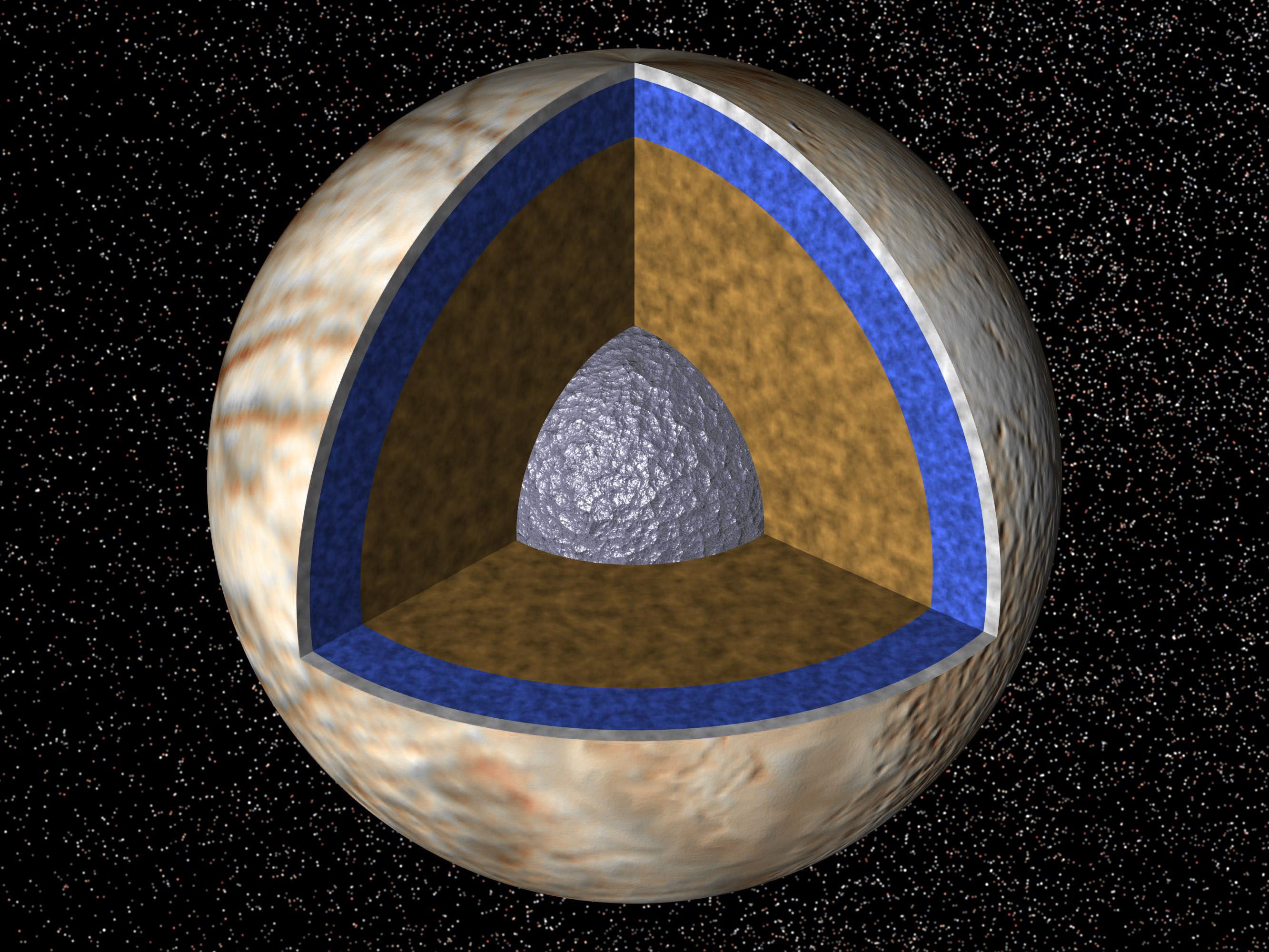
Drei-Schichten-Modell des inneren Aufbaus von Europa: Der Kern besteht aus flüssigem Eisen und ist von einem mächtigen Mantel aus Silikatgesteinen umgeben. Die äußere Schicht besteht aus Wasser und gliedert sich in einen „Ozean“ und eine Eishülle.

#### Eiskruste und Ozean

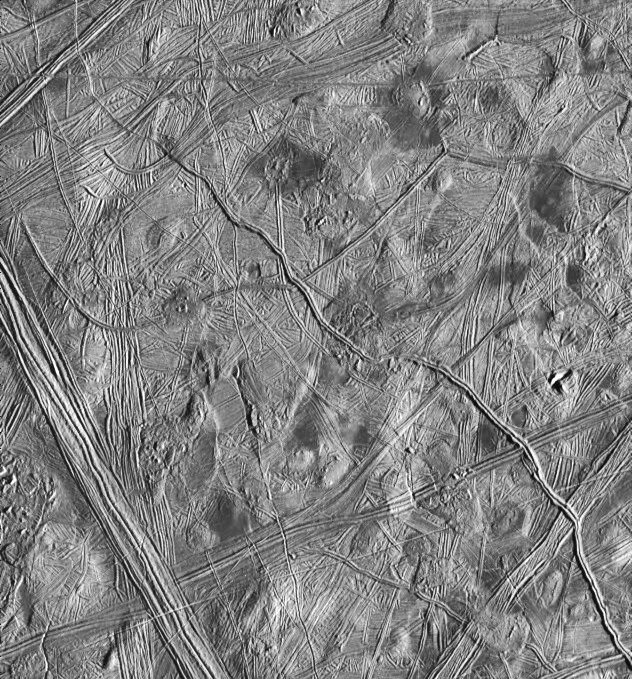
Ein Gebiet mit Lineae, Domes und dunklen Flecken; der Ausschnitt ist 140 × 130 km groß

Die äußere Hülle Europas besteht aus Wasser. Basierend auf Messungen des Gravitationsfeldes wurde ihre Mächtigkeit zwischen 80 und 170 Kilometern berechnet. Diese äußere Hülle, die man in Analogie zum Aufbau des Erdkörpers als Kruste auffassen kann, ist differenziert in eine äußere Schicht aus Wassereis und eine innere Schicht aus flüssigem Wasser. Die innere flüssige Wasserschicht wird allgemein auch als Ozean bezeichnet.
Das genaue Verhältnis von Eis zu Wasser in der äußeren Hülle ist zurzeit noch unbekannt. Jedoch gibt es verschiedene Hypothesen, die auf verschiedenen Ansätzen beruhen. So kommen Berechnungen, denen die Auswertungen von Oberflächenstrukturen zugrunde liegen, auf eine Mächtigkeit der Eishülle von 2 bis 18 Kilometern. Die magnetometrischen Messungen der Galileo-Sonde legen nahe, dass der Ozean zumindest einige Kilometer mächtig sein muss, um die Messwerte erklären zu können. Andere Autoren schließen aufgrund gleicher Daten auf eine Höchsttiefe des Ozeans von 100 Kilometern bzw. eine Höchstmächtigkeit der Eishülle von 15 Kilometern. Obwohl Europa deutlich kleiner als die Erde ist, wäre die dort vorkommende Menge an flüssigem Wasser damit mehr als doppelt so groß wie die der irdischen Ozeane. Ab etwa drei Kilometern unter der Oberfläche könnte es außerdem im Eis eingeschlossene Wasserblasen geben.
Die relativ glatte Oberfläche Europas und die darauf erkennbaren Strukturen erinnern sehr stark an Eisfelder in Polarregionen auf der Erde. Bei den sehr niedrigen Oberflächentemperaturen ist Wassereis hart wie Gestein. Die größten sichtbaren Krater wurden offensichtlich mit frischem Eis ausgefüllt und eingeebnet. Detaillierte Aufnahmen zeigen, dass sich Teile der Eiskruste gegeneinander verschoben haben und zerbrochen sind, wobei ein Muster von Eisfeldern entstand. Die Eisfelder müssten aufgrund der gebundenen Rotation ein bestimmtes, vorhersagbares Muster aufweisen. Weitere Aufnahmen zeigen stattdessen, dass nur die geologisch jüngsten Gebiete ein solches Muster aufweisen. Andere Gebiete weichen mit zunehmendem Alter von diesem Muster ab. Das kann damit erklärt werden, dass sich Europas Oberfläche geringfügig schneller bewegt als ihr innerer Mantel und der Kern. Die Eiskruste ist vom Mondinnern durch den dazwischen liegenden Ozean mechanisch entkoppelt und wird von Jupiters Gravitationskräften beeinflusst. Vergleiche von Aufnahmen der Raumsonden Galileo und Voyager 2 zeigen, dass sich Europas Eiskruste in etwa 12.000 Jahren einmal komplett um den Mond bewegen müsste.

#### Hinweise auf Plattentektonik
Die von der Voyager- und Galileosonde aufgenommenen Bilder lassen auch darauf schließen, dass die Oberfläche von Europa Subduktion unterliegt. Ähnlich wie bei der Plattentektonik auf der Erde schieben sich mächtige Eisplatten langsam übereinander, wobei die in die Tiefe gedrängten Platten aufschmelzen; an anderen Stellen entsteht dafür neues Oberflächenmaterial. Dem vorgeschlagenen zugrunde liegenden Modell zufolge besteht Europas Eismantel aus zwei Schichten. Die äußere Schicht aus festem Eis „schwimmt“ auf einer Schicht aus weicherem, konvektionierenden Eis. Dies ist der erste entdeckte Fall von Plattentektonik auf einem Himmelskörper außer der Erde.

#### Mantel und Kern
Europa gilt zwar als Paradebeispiel für einen Eismond, aber der Anteil des Eises am Gesamtvolumen dieses Jupitermondes ist relativ gering und sein Aufbau entspricht eher dem der terrestrischen (erdähnlichen) Planeten: Im Zentrum befindet sich ein wahrscheinlich flüssiger Eisen- oder Eisen-Eisensulfid-Kern. Dieser ist von einem Mantel aus Silikatgesteinen umgeben, der den überwiegenden Teil des Volumens des Satelliten ausmacht.

## Atmosphäre
Aufnahmen des Hubble-Weltraumteleskops ergaben Hinweise auf das Vorhandensein einer extrem dünnen Atmosphäre aus Sauerstoff, mit einem Druck von etwa 10−11 bar. Es wird angenommen, dass der Sauerstoff durch die Einwirkung der Sonnenstrahlung auf die Eiskruste entsteht, wobei das Wassereis in Sauerstoff und Wasserstoff gespalten wird. Der flüchtige Wasserstoff entweicht in den Weltraum, der massereichere Sauerstoff wird durch Europas Gravitation festgehalten.

## Magnetfeld
Bei Vorbeiflügen der Galileosonde wurde ein schwaches Magnetfeld gemessen. Das Magnetfeld variiert, während sich Europa durch die äußerst ausgeprägte Magnetosphäre des Jupiter bewegt. Die Daten von Galileo weisen darauf hin, dass sich unter Europas Oberfläche eine elektrisch leitende Flüssigkeit befindet, etwa ein Ozean aus Salzwasser. Darüber hinaus zeigen spektroskopische Untersuchungen, dass die rötlichen Linien und Strukturen an der Oberfläche reich an Salzen wie Magnesiumoxid sind. Die Salzablagerungen könnten zurückgeblieben sein, als ausgetretenes Salzwasser verdampft war. Da die festgestellten Salze in der Regel farblos sind, dürften andere Elemente wie Eisen oder Schwefel für die rötliche Färbung verantwortlich sein.

## Spekulationen über Leben auf Europa

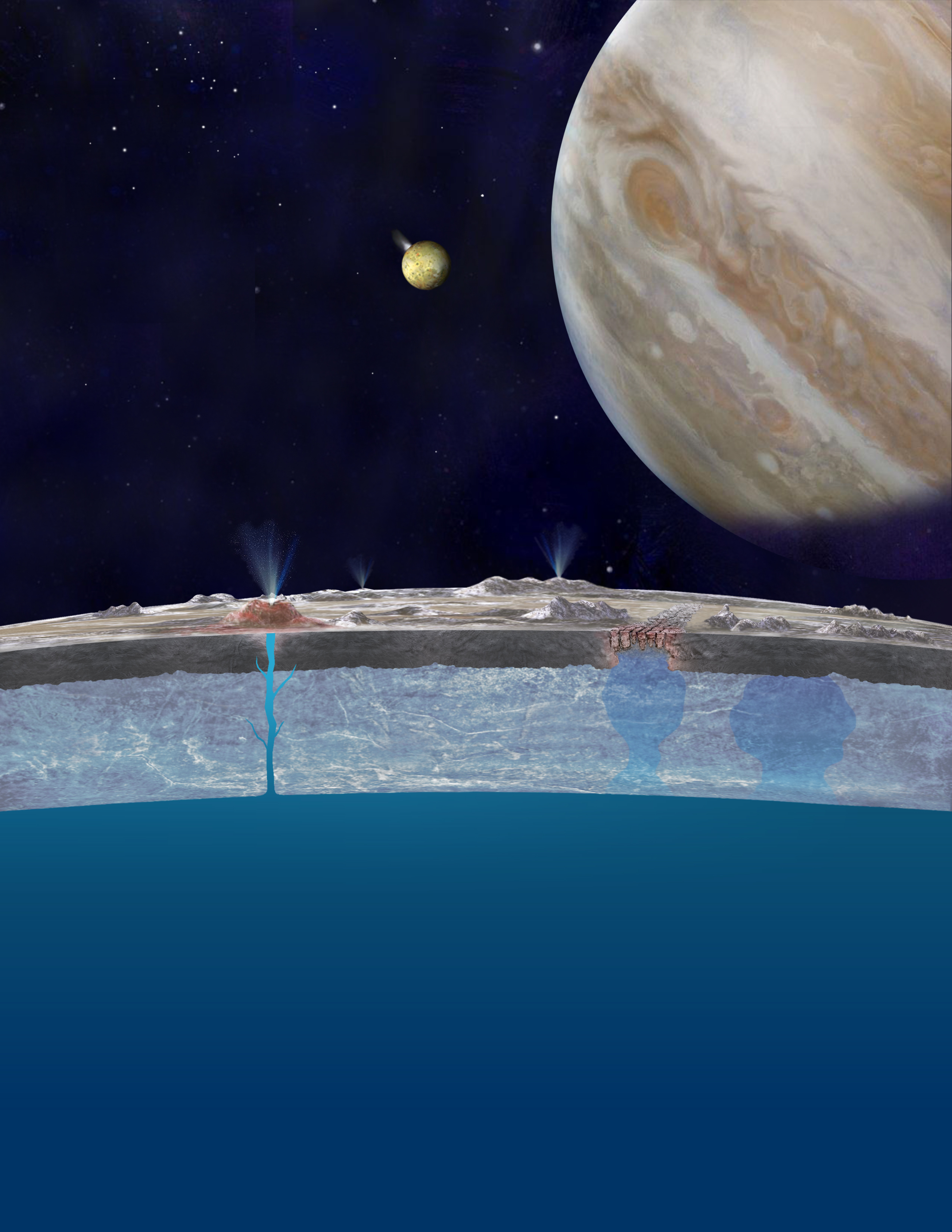
Mögliche Verbindungen von Europas unterirdischem Ozean mit der Oberfläche

Das mögliche Vorhandensein von flüssigem Wasser ließ Spekulationen darüber aufkommen, ob in Europas Ozeanen Formen von Leben existieren können. Auf der Erde wurden Lebensformen entdeckt, die unter extremen Bedingungen auch ohne das Vorhandensein von Sonnenlicht bestehen können, wie zum Beispiel Biotope an hydrothermalen Quellen (Schwarze Raucher) oder in der Tiefsee.
Nach einem Bericht des Wissenschaftsmagazins New Scientist kamen NASA-Wissenschaftler, die die gestrichene Nasa-Mission Jupiter Icy Moons Orbiter planten, nach Auswertungen früherer Missionen im Frühjahr 2004 zu dem Schluss, dass der Mond Europa weitaus lebensfeindlicher sein könnte als zuvor angenommen.
So wurden auf der Oberfläche Wasserstoffperoxid und von konzentrierter Schwefelsäure bedeckte Flächen nachgewiesen. Hier geht man davon aus, dass die Säure aus dem unter der Eisschicht angenommenen Ozean stammt. Die Konzentration wird mit unterseeischem Vulkanismus erklärt, der für den Schwefel verantwortlich sein kann.
Es ist durchaus möglich, dass der Schwefel vom Jupitermond Io stammt. Mittlerweile gibt es auch Indizien dafür, dass der vermutete Ozean unter der Oberfläche Europas eine nennenswerte Salzkonzentration hat. So wurde Epsomit auf der Oberfläche nachgewiesen (eine Magnesiumsulfat-Verbindung). Epsomit könnte durch Reaktion des Schwefels vom Jupitermond Io mit Magnesiumchlorid unter Strahleneinwirkung entstanden sein. Das Magnesiumchlorid stammt mit hoher Wahrscheinlichkeit aus dem Innern Europas. Epsomit ist im Infrarotbereich wesentlich einfacher nachzuweisen als Natrium- oder Kaliumchlorid, das man eher auf Europa vermuten würde.
Spektroskopische Untersuchungen zeigten, dass auf der Oberfläche Europas größere Mengen Natriumchlorid zu finden sind. Ob es aus dem Inneren des Mondes stammt, ist nicht bekannt.
Um eine Kontaminierung Europas mit irdischen Mikroorganismen zu vermeiden, ließ man die Raumsonde Galileo, die zuletzt Europa beobachtete, in der Jupiteratmosphäre verglühen.
Bislang gibt es keine Hinweise für Leben, doch sollen spätere Missionen dies klären. Gedacht wird an eine unbemannte Kryobot-Raumsonde, die auf der Oberfläche landen, sich durch die Eiskruste durchschmelzen und eine Art „Mini-U-Boot“ in Europas Ozean ablassen soll. Bevor diese Mission potentiell Wirklichkeit werden kann, ist im Oktober 2024 die Europa-Clipper-Raumsonde gestartet worden, die durch wiederholte Vorbeiflüge an Europa den Mond umfassend studieren soll. Davon erhofft man sich weitere Erkenntnisse über Europa zu sammeln und geeignete Landestellen für spätere Missionen zu finden.

## Erkundung durch Sondenmissionen
Nach dem Vorbeifliegen der Sonden Pioneer 10 und Pioneer 11 in den Jahren 1973 und 1974 gab es von den größten Monden Jupiters zumindest unscharfe Fotografien. Voyager 1 und Voyager 2 lieferten beim Vorbeifliegen 1979 wesentlich genauere Bilder und Daten. 1995 begann die Sonde Galileo, acht Jahre lang den Jupiter zu umrunden. Sie führte dabei auch genaue Untersuchungen und Messungen an den Galileischen Monden durch, auf denen der größte Teil unseres heutigen Wissens über diese Himmelskörper beruht.

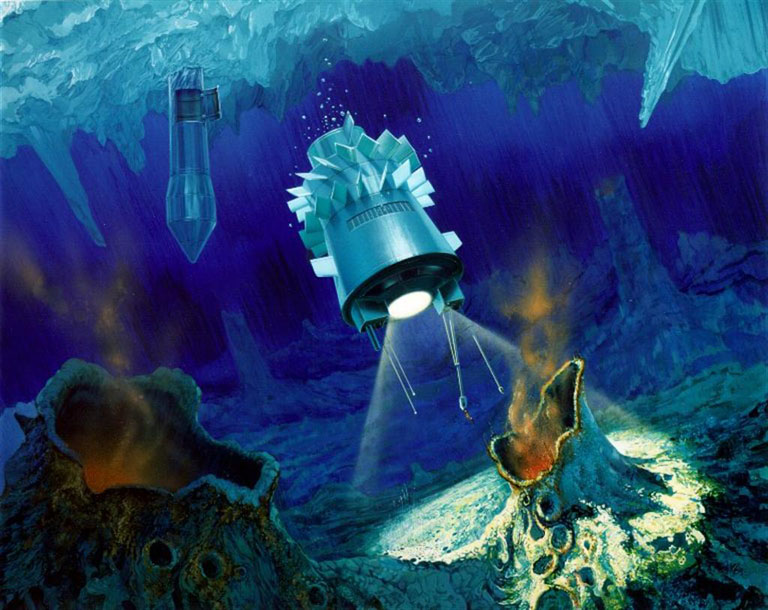
Künstlerische Konzeptillustration: ein Kryobot (oben links im Hintergrund) setzt einen Hydrobot aus.

Durch die Raumfahrtagentur ESA erfolgte im April 2023 der Start der JUICE-Sonde, welche die Jupitermonde Ganymed, Kallisto und Europa untersuchen soll, wobei der Schwerpunkt auf der Untersuchung der vermuteten Ozeane unter der Oberfläche liegt. An Europa sollen im Rahmen der Mission etwa im Jahre 2030 mehrere Flybys stattfinden. Die NASA-Mission Europa Clipper wurde am 14. Oktober 2024 gestartet und wird im April 2030 im Jupiterorbit erwartet. Die Sonde soll Proben der Atmosphäre nehmen und durch Gas- und Staub-Analysen feststellen, ob Leben auf Europa möglich sein könnte.
Geplant sind über 40 Vorüberflüge an Europa, durch die detaillierte Bilder der Mondoberfläche gesammelt werden sollen. Auch diese Mission soll neben Europa die Monde Ganymed und Kallisto durch Flybys untersuchen. In der weiteren Zukunft könnte eine Schmelzsonde, die sich durch den Eismantel bohren soll, zum Mond Europa geschickt werden. Mehrere wissenschaftliche Einrichtungen wie das Deutsche Zentrum für Luft- und Raumfahrt (DLR) arbeiten derzeit an entsprechenden Prototypen.

## Europa in der Populärkultur
Die allgemein von Wissenschaftlern angestellten Spekulationen über Leben auf Europa werden hin und wieder in popkulturellen Werken aufgegriffen. So hört man in dem Science-Fiction-Film 2010: Das Jahr, in dem wir Kontakt aufnehmen aus dem Jahr 1984 (nach dem Roman von Arthur C. Clarke) eine Stimme aus dem Off, die eine nicht näher umrissene, hochentwickelte außerirdische Intelligenz repräsentiert, folgenden Satz sagen:

“All these worlds are yours – except Europa. Attempt no landing there. Use them together. Use them in peace.”

„All diese Welten sind euer – außer Europa. Versucht nicht, dort zu landen. Nutzt sie gemeinsam. Nutzt sie in Frieden.“

Der Science-Fiction-Film Europa Report aus dem Jahr 2013 handelt von einer bemannten Raumfahrtmission zum Jupitermond Europa, bei der die Crew der Landefähre auf große, komplexe und für Menschen offenbar gefährliche Lebewesen trifft. Diese bewohnen den Ozean unterhalb der Eiskruste Europas, die in dem Film stellenweise kaum dicker als die Eisdecke auf einem zugefrorenen See im Winter ist.
In der Hörspielreihe von Hanno Herzler Dr. Brockers Weltraumabenteuer aus den Jahren 1996 bis 2009 wird die Oberfläche Europas mit Hilfe einer aus Plasma bestehenden Kuppel besiedelt, was den Kolonisten gar erlaubt, ohne Kälteschutz- und Raumanzüge auf dem Mond zu leben.
Das Videospiel The Turing Test aus dem Jahr 2016 spielt komplett auf Europa.
Im 2017 erschienenen Videospiel Destiny 2 ist Europa eine der erkundbaren Umgebungen.
Im Videospiel Barotrauma (2019 erschienen im Early-Access) des deutschen Spieleentwicklers und Publishers Daedalic erforscht man den Ozean des Mondes mit U-Booten.